# Fast unsterblich
Fast unsterblich (Originaltitel: The Mark of Gideon) ist die nach Ausstrahlungsreihenfolge 16. und nach Produktionsreihenfolge 17. Episode der dritten Staffel der Science-Fiction-Fernsehserie Raumschiff Enterprise. Sie wurde in englischer Sprache erstmals am 17. Januar 1969 bei NBC ausgestrahlt. In Deutschland war sie zum ersten Mal am 16. Mai 1988 in einer synchronisierten Fassung bei Sat.1 zu sehen, nachdem das ZDF sie bei der deutschen Erstausstrahlung der Serie in den Jahren 1972 bis 1974 übergangen hatte.

## Handlung
Im Jahr 2268 bei Sternzeit 5423.4 fliegt die Enterprise zum Planeten Gideon, der die Mitgliedschaft in der Föderation beantragt hat. Allerdings gibt sich der Hohe Rat von Gideon sehr geheimniskrämerisch und verbietet jegliches Scannen des Planeten. Captain Kirk wird als einzigem gestattet, für die Beitrittsverhandlungen auf die Oberfläche zu beamen. Nachdem er auf der Transporterplattform dematerialisiert, findet er sich aber nicht wie erwartet in der Halle des Rates wieder, sondern erneut auf der Enterprise, die jedoch völlig verlassen scheint. Kirk stellt fest, dass neun Minuten vergangen sind, an die er sich nicht erinnern kann, und bemerkt eine leichte Verletzung am Arm. Nachdem er das ganze Schiff durchsucht hat, trifft er in einem Gang auf eine Frau namens Odona. Sie ist ganz überwältigt von dem vielen Raum, den Kirk und sie für sich allein haben, denn in ihrer Heimat (deren Namen sie nicht nennen will) drängen sich alle Bewohner dicht an dicht und niemand hat Platz für sich.
Währenddessen meldet sich das Ratsmitglied Hodin beim ersten Offizier Spock und wundert sich, warum Kirk noch nicht auf Gideon eingetroffen ist. Spock kann sich das nicht erklären und will nach dem verschwundenen Kirk suchen, doch der Rat erlaubt weiterhin kein Scannen und lässt Spock auch nicht auf den Planeten beamen. Auch vom Sternenflottenkommando wird Spock hingehalten. Hodin erklärt sich schließlich bereit, Spock zu empfangen, wenn im Gegenzug ein Repräsentant von Gideon auf die Enterprise gebeamt wird. Als dieser jedoch eintrifft, widerruft Hodin seine Einladung an Spock.
Als Kirk und Odona auf der Brücke der Enterprise sitzen, scheint das Schiff einen unbekannten Kurs einzuschlagen. Sie unterhalten sich weiter über Odonas Heimat. Kirk hält sie für eine Bewohnerin von Gideon, doch diesen Namen scheint Odona nicht zu kennen. Als die beiden die Brücke verlassen, erscheinen von ihnen unbemerkt auf dem Hauptbildschirm plötzlich mehrere Gestalten. Als sie durch einen Gang gehen, hören sie ein merkwürdiges, pochendes Geräusch. Kirk öffnet die Verkleidung eines Fensters und sieht für einen kurzen Moment eine dichtgedrängte Menschenmenge, bevor wieder die Sterne erscheinen. Er hält das Geräusch für den Herzschlag der Menschen und verlangt nun Antworten von Odona, denn er spürt, dass sie weiß, was hier vor sich geht. Odona erleidet einen Schwächeanfall, denn sie scheint sich eine Krankheit zugezogen zu haben. Plötzlich taucht Hodin mit zwei Wachen auf und Kirk ist nun klar, dass er sich nicht auf der Enterprise befindet, sondern auf Gideon, wo ein perfekter Nachbau des Schiffs angefertigt wurde.
Kirk wird festgenommen und erfährt, dass Odona Hodins Tochter ist. Hodin erklärt Kirk, dass Gideon einst ein Paradies und stets frei von Keimen war. Dies führte allerdings dazu, dass die Lebenserwartung der Bewohner immer weiter stieg, bis praktisch niemand mehr starb. Die Bevölkerung wuchs rasant. Sterilisation erwies sich als unwirksam und Verhütung widerspricht der gideonischen Liebe zum Leben. Nun ist der Planet vollgestopft mit Menschen und der einzige Ausweg aus dieser Situation scheint darin zu bestehen, die Bevölkerung mit Krankheiten zu infizieren. Kirk wurde als Repräsentant für die Beitrittsverhandlungen gewählt, weil er den Erreger der veganischen Choriomeningitis in sich trägt. Odona wurde ausgewählt, um sich zu infizieren und als ein Beispiel für heroische Selbstaufopferung zu dienen.
Spock vergleicht unterdessen die Koordinaten, zu denen Kirk gebeamt wurde, mit denen, von wo der gideonische Repräsentant heraufgebeamt wurde. Er bemerkt einen Unterschied und ist so in der Lage, den Aufenthaltsort von Kirk zu ermitteln. Entgegen seiner Befehle vom Sternenflottenkommando beamt Spock auf den Nachbau der Enterprise, wo er die Wachen überwältigt. Zusammen mit Kirk und Odona kehrt er aufs Schiff zurück. Dort gelingt es Schiffsarzt McCoy, Odona zu heilen. Sie entscheidet sich aber letztlich dafür, auf Gideon zurückzukehren und die Erkrankung auf dem Planeten zu verbreiten.

## Verbindungen zu anderen Star-Trek-Produktionen
In der Pilotfolge Leuchtfeuer der Serie Star Trek: Discovery von 2017 trägt eines der Bücher von Captain Georgiou den Titel The Mark of Gideon.

## Produktion

### Drehbuch
Stanley Adams, einer der beiden Drehbuchautoren der Folge, war hauptsächlich als Schauspieler tätig. Er spielte auch Cyrano Jones in der Raumschiff-Enterprise-Folge Kennen Sie Tribbles? und sprach ihn in der Folge Mehr Trouble mit Tribbles der Zeichentrickserie Die Enterprise.

### Darsteller
Gene Dynarski, Darsteller von Krodak, spielte auch Ben Childess in der Raumschiff-Enterprise-Folge Die Frauen des Mr. Mudd und Commander Quinteros in der Folge 11001001 von Raumschiff Enterprise – Das nächste Jahrhundert.
Richard Derr, Darsteller von Admiral Fitzgerald, spielte auch Commodore Barstow in der Folge Auf Messers Schneide.

### Kulissen und Effekte
Fast unsterblich ist die einzige Folge der Serie, in der ein zum Weltraum zeigendes Fenster der Enterprise (bzw. ihres Nachbaus) zu sehen ist.
Die Ansicht des Hauptbildschirms des Enterprise-Nachbaus mit der Ansicht des Planeten Gideon wurde 1992 in Folge 6.04 (Besuch von der alten Enterprise) von Raumschiff Enterprise – Das nächste Jahrhundert wiederverwendet.

## Adaptionen
James Blish schrieb eine Textfassung von Fast unsterblich, die auf Englisch erstmals 1972 in der Geschichtensammlung Star Trek 6 erschien. Die deutsche Übersetzung erschien 1972.

## Rezeption
Don Kaye erstellte 2017 für die Website Den of Geek eine Liste von 15 Raumschiff-Enterprise-Folgen, die zwar allgemein als schlecht gelten, aber dennoch einen gewissen Charme besitzen. Fast unsterblich führte er hierbei auf Platz 14.
Christian Blauvelt listete Fast unsterblich 2022 auf hollywood.com in einem Ranking aller 79 Raumschiff-Enterprise-Folgen auf Platz 69.